# Cladostreptus thalattophilus
Cladostreptus thalattophilus är en mångfotingart som beskrevs av Christoph D. Schubart 1949. Cladostreptus thalattophilus ingår i släktet Cladostreptus och familjen Spirostreptidae. Inga underarter finns listade i Catalogue of Life.